# 小行星12239
小行星12239（12239 Carolinakou）是一颗绕太阳运转的小行星，为主小行星带小行星。该小行星于1988年2月13日发现。

## 轨道参数
小行星12239的轨道半长轴为2.5550820 UA，离心率为0.166。